# LALALA·SOSOSO
「LALALA·SOSOSO」（ラララ-ソソソ）是日本的女子偶像歌手真野惠里菜的第3张獨立製作单曲。2008年12月13日由hachama发售。

## 概要
- 「LALALA·SOSOSO」是真野惠里菜第3张獨立製作單曲。
- 此單曲有1個版本「CD ONLY」
- 在12月25日於公信榜單曲週排行榜取得第138位。

## 收錄内容

### CD
1. LALALA·SOSOSO
（作詞：三浦徳子　作曲：KAN　編曲：たいせい）
2. LALALA·SOSOSO(Instrumental)